# Frost*
Pour les articles homonymes, voir Frost.
Frost* est un supergroupe de rock progressif britannique. Il est formé en 2004 par Jem Godfrey et des membres des groupes Arena, Kino, et IQ.

## Biographie

### Formation et débuts
Frost* est formé en septembre 2004 par le producteur et musicien Jem Godfrey - mieux connu pour avoir contribué aux hits d'Atomic Kitten - lorsqu'il décide de créer un groupe de musique progressive, avec le groupe Freefall,.
Après avoir écouté une sélection de morceaux progressifs, il fait la rencontre de John Mitchell d'Arena, The Urbane et Kino. Mitchell présente ensuite Godfrey à John Jowitt (également d'Arena, et IQ et Jadis), ce qui le mène ainsi à rencontrer Andy Edwards (des Wikkamen, Priory of Brion, IQ et du Ian Parker Band),. John Boyes, ancien partenaire de Godfrey au sein du groupe Freefall dans les années 1990, s'est déjà imposé sur plusieurs premiers enregistrements à la guitare,.
Le premier album de Frost* s'intitule Milliontown, et comprend le morceau-titre de 26 minutes inspiré de l'ouvrage The Apprentice de Gordon Houghton. L'album est publié aux États-Unis le 18 juillet 2006, et en Europe le 24 juillet. Le groupe tourne en soutien à l'album, avec Pallas pendant quatre date dates en Allemagne et aux Pays-Bas en octobre 2006.

### Séparation et retour
Peu après leur retour de tournée, Godfrey annonce sur MySpace, et réitère sur le site web du label InsideOut Music dans un bulletin deux jours plus tard - qu'à cause d'obligations personnelles et contractuelles ailleurs, Frost* se séparera après les quatre dernières dates de concert. Il apparait pourtant que leur dernière date au RoSfest en 2007, en Amérique, ait été annulée,. La dernière apparition de Frost* se fait en soutien aux Flower Kings, au Scala de Kings Cross, Londres, le 10 décembre 2006.
Cependant, au début de 2007, Godfrey fait revivre le groupe et écrit sur son blog qu'un deuxième album de Frost* est en écriture. Godfrey postera plusieurs vidéos sur Myspace et YouTube intitulées Frost* Reports, sous le nom de Planetfrost. Entretemps en 2008, Frost* joue avec Spock's Beard lors d'une mini-tournée. Après le retour du groupe, Godfrey recrute Declan Burke de Darwin's Radio pour les chants et guitares sur l'album, Experiments in Mass Appeal, qui sera publié le 17 novembre 2008. En novembre 2008, Andy Edwards annonce son départ, mais qu'il fera peut-être partie des futurs enregistrements. 
En janvier 2009, Nick D'Virgilio de Spock's Beard est annoncé à la batterie pour les dates de Frost* au RoSFest. En mai 2009, John Jowitt annonce son départ du groupe.
Le 29 mai 2009, Jem annonce sur AudioBoo qu'un album live de Frost*, enregistré au ROSFest 2009, sera intitulé lphia Experiment.

### Pause
Frost* joue quelques dates en décembre 2010. Le 1er mars 2011, Godfrey annonce que le groupe sera en pause à durée indéterminée. Il explique avoir mis le groupe en pause car il ne se sentait pas à l'aise dans son rôle de meneur, et que la surcharge de travail jouait sur sa santé. Le 14 avril 2011, Godfrey annonce de nouveaux morceaux et un nouveau projet encore sans nom.

### Retour, troisième et quatrième albums
Le 16 septembre 2011, Godfrey annonce sur son blog, le retour de Frost* avec un troisième album. En 2012, Frost* publie des vidéos et annonce l'album courant 2016. Le 12 mai 2013, Frost* joue au Celebr8.2 Prog Festival à l'Hippodrome. En décembre 2013, Frost* sort le DVD/CD The Rockfield Files. En décembre 2015, Frost* annonce une tournée britannique pour juin et juillet en 2016.
Falling Satellites, leur troisième album, est publié le 27 mai 2016.
Leur quatrième album studio, Day And Age, sort le 14 mai 2021.

## Membres

### Membres actuels
- Jem Godfrey - chant, claviers (2004-2006, 2008-2011, depuis 2011)
- John Mitchell - guitare, chant (2004-2006, 2008-2011, depuis 2011)
- Nathan King - guitare basse (2009-2011, depuis 2011)

### Anciens membres
- John Boyes - guitares additionnelles (2004-2006)
- John Jowitt - guitare basse (2004-2006, 2008-2009)
- Andy Edwards - batterie (2004-2006, 2008-2011)
- Declan Burke - chant (sur l'album Experiments in Mass Appeal), guitare (2008-2011)
- Craig Blundell - batterie (2011-2019)

### Anciens membres live
- Alex Thomas - batterie (2009-2010)
- Nick D'Virgilio - batterie (2009)

## Discographie
- 2006 : Milliontown
- 2008 : Experiments in Mass Appeal
- 2016 : Falling Satellites
- 2020 : Others (EP)
- 2021 : Day and Age
- 2024 : Life in the Wires